# CPH centralkommittén
CPH centralkommittén var ett kommunistiskt parti i Nederländerna som bildades 1926 av David Wijnkoop och andra uteslutna medlemmar av Hollands kommunistiska parti (CPH).
Det gällde bland att partiavdelningen i Rotterdam.
I parlamentsvalet 1929 fick partiet 29 860 röster (0,88 %) och ett mandat i det nederländska parlamentet. Detta tillföll Wijnkoop.
Partiets starkaste fästen var Rotterdam (med 3,8 % av rösterna), Amsterdam (2,43 %), Groningen (1,48 %) och Friesland (1,07 %).
I mars 1930 hölls en partikongress vid vilken man beslutade att verka för en återförening med kommunistpartiet, vars moskvatrogna majoritet i valet kandiderat under beteckningen CPH Holländska sektionen av Kommunistiska internationalen.
Samtal upptogs med dessa och med Komintern och i början av juli upplöstes partiet.
Majoriteten av medlemmarna anslöt sig till CPH, som snart bytte namn till Nederländernas Kommunistiska Parti.